# Lepidopilidium brunneoleum
Lepidopilidium brunneoleum är en bladmossart som beskrevs av Brotherus och Jean Édouard Gabriel Narcisse Paris 1909. Lepidopilidium brunneoleum ingår i släktet Lepidopilidium och familjen Hookeriaceae. Inga underarter finns listade i Catalogue of Life.